# Hutě (přírodní rezervace)
Hutě jsou přírodní rezervací v katastru podhorské obce Žítková (okres Uherské Hradiště), po levé straně povodí Krátkovského potoka, ve svažitém terénu severozápadní strany Vlčího vrchu. Toto území bylo nejdříve vyhlášeno 22. července 1982 tehdejším ONV Uherské Hradiště jako chráněný přírodní výtvor. V roce 1992 bylo toto území zařazeno do kategorie přírodní rezervace na základě vyhlášky 395/1992 Sb. Ministerstva životního prostředí. Tato lokalita je protkána lesíky, remízky, loukami, bystřinami, mokřady a vytváří tak pestrou mozaiku krajiny Moravských Kopanic s velkou druhovou diverzitou teplomilných i podhorských druhů.
Přírodní rezervace Hutě je významná zejména pro výskyt velkého počtu silně ohrožených druhů, pro něž je střední část CHKO Bílé Karpaty mnohdy posledním současným stanovištěm.

## Historie

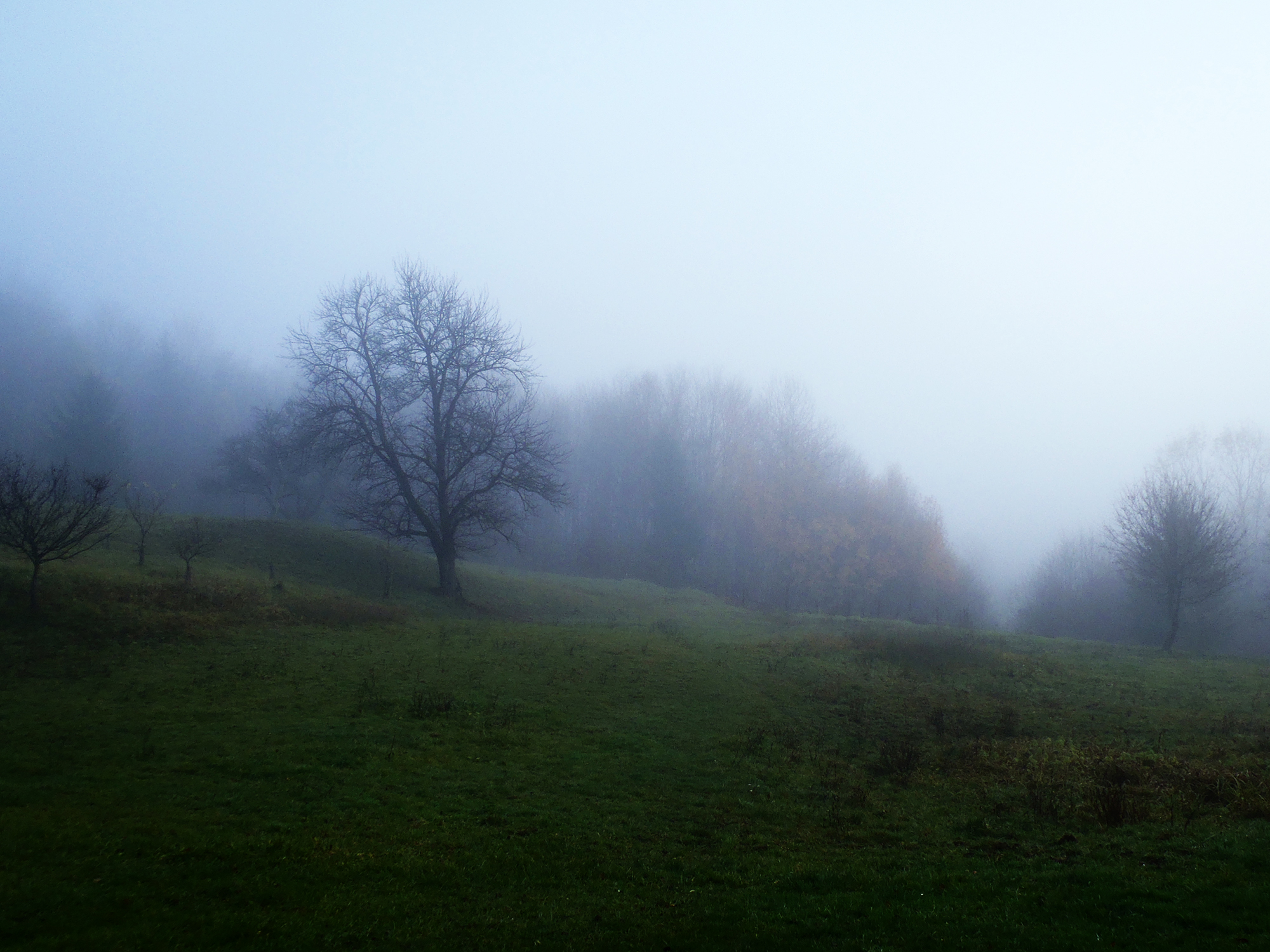
Ranní mlha

Území přírodní rezervace Hutě bylo zpočátku pokryto lesy s nízkou biodiverzitou, zejména dubohabřinami. Později, s prvním osidlováním (na Žítkové asi před 300 lety) lidé začali lesy vypalovat a volná místa sloužila jako pastva pro dobytek nebo malá políčka. Vypalování lesů způsobilo ve svažitém terénu časté sesuvy, kterým se lidé začali bránit prostřednictvím sadby ovocných stromů, zejména místních odrůd hrušní, jabloní a švestek. Sesuvy ještě více rozčlenily povrch a na mnoha místech uvolnily podzemní prameny, které tak přirozeně vytvořily luční mokřady. Lidé začali pastviny pravidelně kosit, na podzim je nechali spásat, a tak se časem vytvořila široká škála druhů, jež byla závislá na péči člověka. Avšak v 70. a 80. letech 20. století ležela krajina přírodní rezervace ladem a záhy se zde rozšířily expanzivní druhy jako válečka prapořitá (Brachypodium pinnatum) a třtina křovištní (Calamagrostis epigeios), chybělo pravidelné kosení a louky strádaly. V roce 1989 se podařilo zajistit pravidelné kosení a klučení náletových dřevin díky dobrovolnickým akcím hnutí Brontosaurus, které se provádí dodnes. V roce 2020 koupil Český svaz ochránců přírody za pomoci sbírky Místo pro přírodu pozemky v rezervaci o rozloze zhruba 1,7 ha.

## Přírodní poměry
Přírodní rezervace Hutě se nachází v pohoří Bílých Karpat, které jsou součástí jednotky Západní Karpaty. Karpaty byly vyvrásněny alpínským vrásněním v průběhu třetihor. Téměř celé území náleží flyšovému pásmu, pro které je typické střídání jílovců, kyselých pískovců a slepenců. V podloží se rovněž střídají tyto vrstvy s vápenci, jež v podobě vápnitých tufů inkrustují do půdy. V půdních typech převládají kambizemě či gleje. Reliéf krajiny je erozně-denudační. Ve svažitém terénu se střídají louky subxerotermní, mezofilní eutrofizované, s mokřady, prameništi a sukcesními stádii lesa.

### Hydrologie
V přírodní rezervaci se nachází četné množství periodických mokřadů a studánek. Západní část hranice rezervace tvoří Krátkovský potok, jehož celková délka je 8 km. Následně ústí do toku Drietomice, která spadá do povodí Dunaje. Roční úhrn srážek činí 600-700 mm.

### Flora
V rezervaci se vyskytuje v poměrně velké početnosti přes dvacet silně ohrožených druhů rostlin, jež na jiných lokalitách zcela vymizely nebo se vyskytují pouze v omezeném počtu.

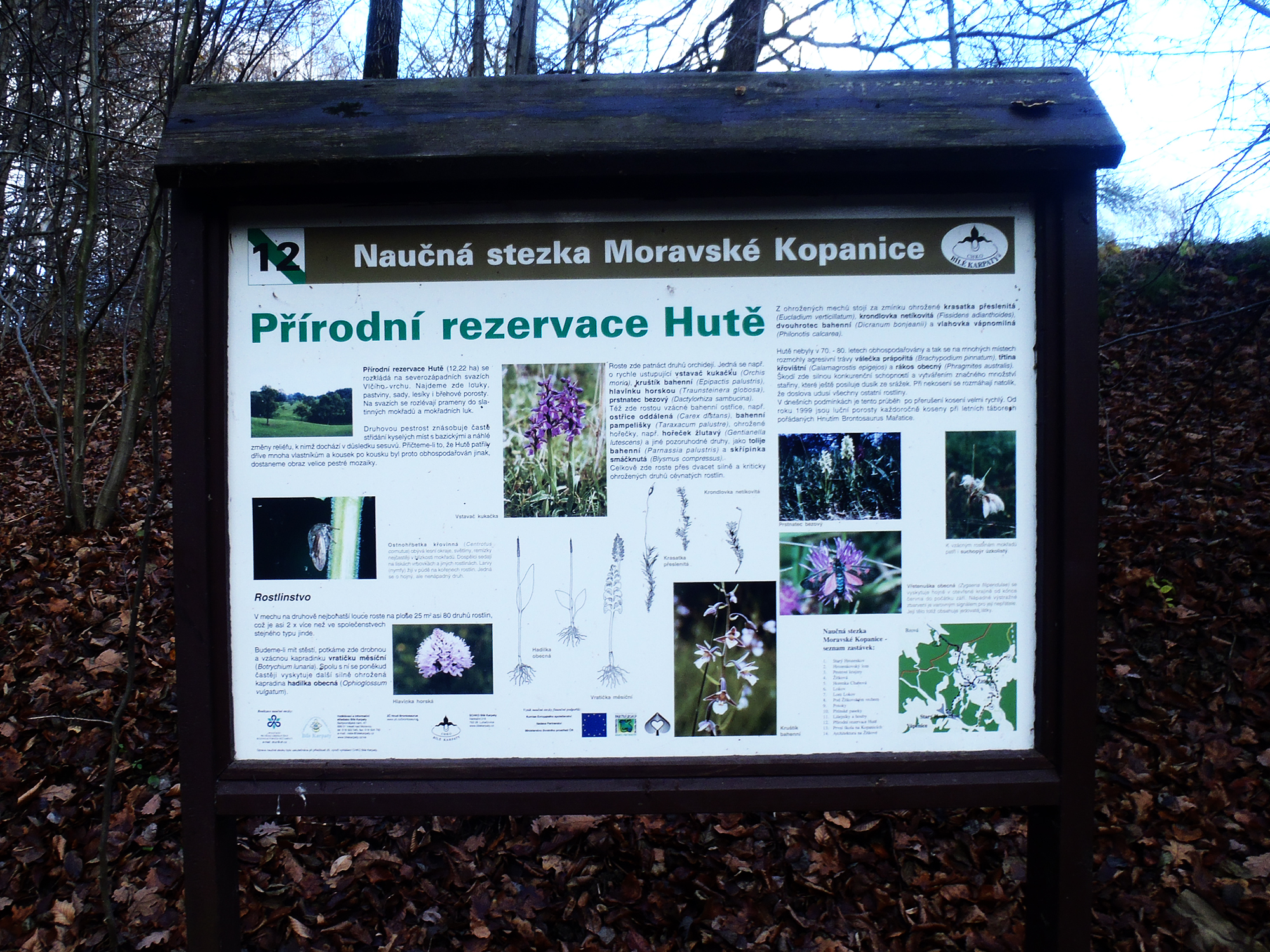
Naučná stezka Moravské Kopanice

Vegetace je plně závislá na ročním kosení luk, které je pro diverzitu této lokality zcela nepostradatelné. Kosení luk rovněž ovlivňuje výskyt lišejníků a hub, které by vlivem zastínění stařiny vymizely. Hutě jsou známy zejména pro velkou početnost zástupců z čeledi orchidejovitých, avšak nejvzácnější druhy patří do zcela jiných skupin.
Z ohrožených rostlin patřících do skupiny orchidejovitých se zde v hojném počtu vyskytuje vstavač kukačka (Orchis officinalis), vstavač vojenský (Orchis militaris), hlavinka horská (Traunsteinera globosa), kruštík růžkatý (Epipactus muelleri), prstnatec májový (Dactylorhiza majalis), prstnatec pleťový (Dactylorhiza incarnata), pětiprstka žežulník (Gymnadenia conopsea). Hutě jsou rovněž historickým nalezištěm dávno vyhynulých orchidejí jako je vstavač štěničný (Orchis coriophora), švihlík krutiklas (Spiranthes spiralis), které by se dobrým managementem této rezervace mohly v budoucnu opět objevit. Na svazích orientovaných na sever se vyskytuje hadilka obecná (Ophioglossum vulgatum), vratička měsíční (Botrychium lunaria). Z vzácných mechů krondlovka netíkovitá ( Fissidens adianthoidesk). V bukových lesích byla nalezena hruštička prostřední (Pyrola media) a kruštík modrofialový (Epipactis purpurata). Častý je výskyt starých odrůd ovocných stromů jako například hrušně, jabloně, švestky a oskeruše, na jejichž kmenech se vyskytují lišejníky jako provazovka srstnatá (Usnea hirta), děratka horská (Pertusaria amara). Keřové patro tvoří náletové keře jako růže šípková, trnka obecná, dřín obecný, líska obecná.

### Fauna

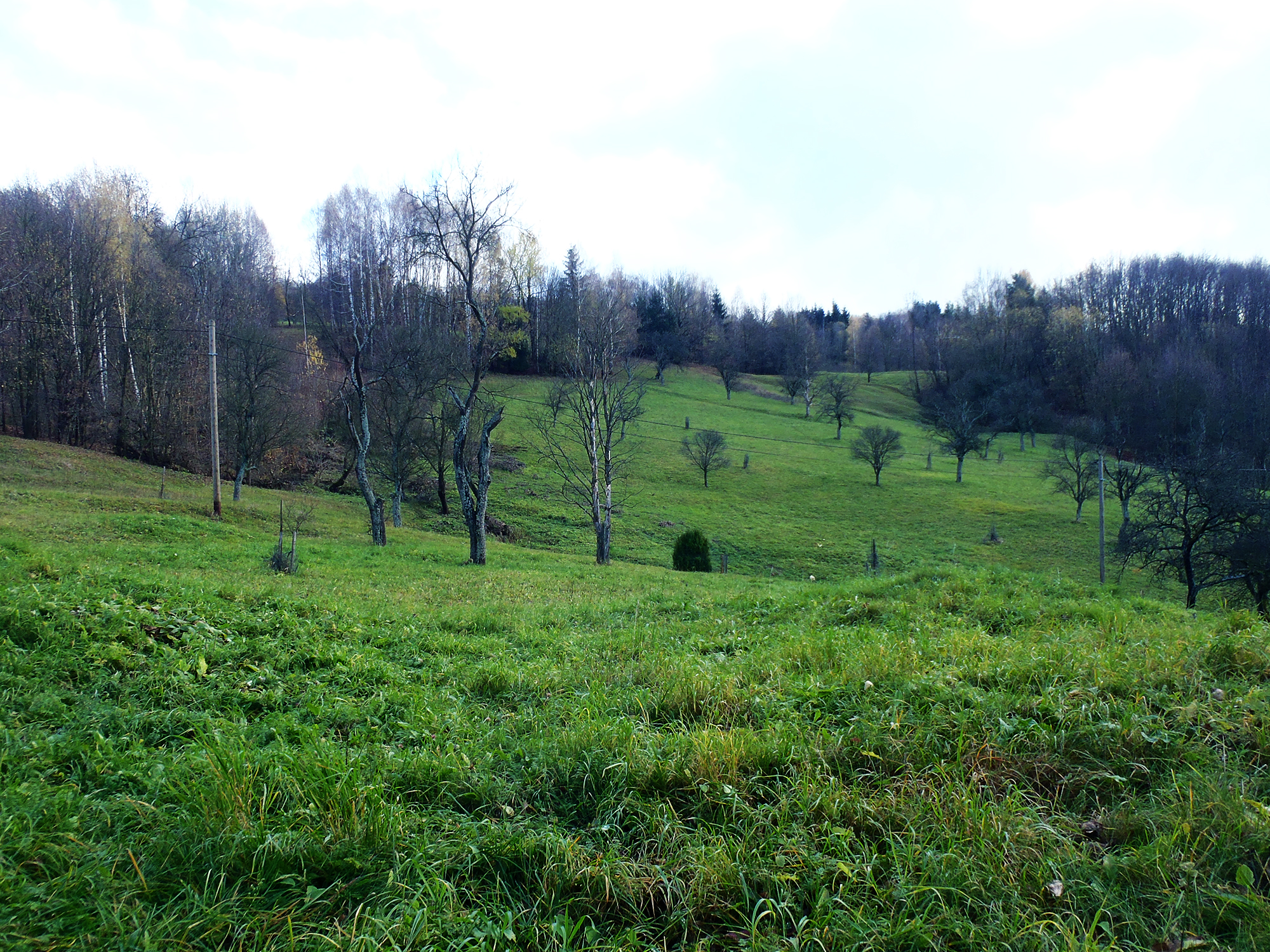
Pohled na severozápadní stráň

Lokalita je velmi významná z hledisku výskytu bezobratlých. Z hmyzu to je výskyt perleťovce dvouřadého (Brenthis hecate), batolce duhového (Apatura iris), bělopáska topolového (Limentitis populi), na loukách s krvavcem vyskytujícího se modráska očkovaného (Maculinea telejus), čmeláka klamavého (Bombus konfusus), čmeláka úhorového (Bombus ruderarius), majky fialové (Meloe rugosus), svižníka (Cicindela germanica), kudlanky nábožná (Mantis religiosa). Z plžů byli zjištěni např. podkornatka jižní (Ambigolimax nyctelius) a vzácný plž spadají pod ochranu NATURY 2000 vrkoč bažinný (Vertigo moulinsiana). Celkem bylo v rezervaci zjištěno 58 druhů měkkýšů.
Z chráněných obratlovců se zde vyskytují například kuňka žlutobřichá (Bombina variegata), čolek horský (Triturus alpestris), skokan štíhlý (Rana agilis), užovka stromová (Elaphe longissima), užovka hladká (Coronell austriaca), ještěrka živorodá (Zootoca vivipara), netopýr hvízdavý (Pipistrellus pipistrellus), netopýr ušatý (Plecotus auritus) a netopýr dlouhouchý (Plecotus austriacus). Ze zástupců ptáků zde můžeme najít krutihlava obecného (Jynx torquilla), strakapouda malého (Dendrocopos minor), žlunu zelenou (Picus viridis), lejska šedého (Muscicapa striata), chřástala polního (Crex crex) a z dravců ostříže lesního (Falco subbuteo) a včelojeda lesního (Pernis apivorus).

## Ochrana
Louky, které jsou součástí přírodní rezervace, se pravidelně dvakrát ročně kosí a to během června a září. Kosení porostů bohatých na druhy se seče mozaikovitě, a to tak, že se vždy ponechá neposečená plocha o výměře alespoň 3×3 metry. Tyto plochy musí splňovat mnoho podmínek. Například se nesmí jednat o mokřad, nesmí se zde vyskytovat třtina křovištní, musí se jednat o nízkoproduktivní vegetaci jen s omezeným vznikem stařiny a musí se jednat o druhově bohaté porosty. V této oblasti se díky pravidelné údržbě daří udržovat či pomalu zvyšovat početnost chráněných druhů. Avšak v oblasti je stále problém s velkými koncentracemi dusíku v půdě z dřívějšího intenzivního zemědělství a taktéž ze srážek. Ohrožení nyní představují hromady sena pro zvěř, neodklizená stařina, které tyto oblasti eutrofizují, brání sečení a vytváří tak vhodné prostředí pro expanzívní druhy. V roce 1997 – 1999 proběhla pokusná pastva ovcí, avšak nyní se pastva v této lokalitě nedoporučuje.